# Eva Kotchever
Eva Kotchever (Mława, Polònia, 16 de juny de 1891 - Auschwitz, Polònia, 17 de desembre 1943), també coneguda com a Eve Addams, va ser una escriptora feminista polonesa. És coneguda, entre d'altres, per haver obert a Nova York un dels primers bars per a lesbianes del món, l'Eve's Hangout ("El Racó de la Eva").
Nascuda amb el nom de Chava Zloczower el 1891 a Polònia, va emigrar als Estats Units el 1912 adoptant el nom d'Eva Kotchever. Va obrir a Chicago un bar de dones.
El 1925 va obrir al Greenwich Village l'Eve's Hangout, també conegut com a Eve Addams' Tearoom, amb el seu provocador pseudònim de "Eva" i "Adam". A l'exterior, una pancarta hi afirmava: Men are admitted but not welcome ("Els homes poden entrar, però no són benvinguts").
Després d'una incursió policial el juny de 1926, la van declarar culpable d'obscenitat quan la policia va trobar el seu llibre de contes, Lesbian Love. Les autoritats van clausurar la discoteca i van expulsar-la dels Estats-Units el desembre de 1926. De tornada a Europa, va donar suport a la República espanyola. Després a París, va obrir un nou club de lesbianes i una llibreria.
Era amiga d'artistes nord-americans que van venir a Europa, com ella, en la dècada de 1930: l'escriptor Henry Miller, la seva dona June Miller, l'escriptora Anaïs Nin, l'anarquista Emma Goldman i suposadament de la fotògrafa Berenice Abbott.
La policia francesa la va arrestar a Niça durant la Segona Guerra Mundial quan intentava unir-se a una família de refugiats a Palestina. Va ser deportada a Auschwitz, on va ser assassinada el 17 de desembre de 1943.

## Homenatges
- L'artista Barbara Kahn va escriure una obra de teatre[5] sobre la vida d'Eva Kotchever.[6]
- La ciutat de Nova York ha integrat el "Eve's Tea Room" en el seu patrimoni.[7]
- La ciutat de París li va posar el seu nom a un carrer i a una escola.[8]